# Titus Brandsma Gedachteniskerk
De Titus Brandsma Gedachteniskerk (tot 1 maart 2004 Sint-Jozefkerk) in Nijmegen is een driebeukige kruisbasiliek, gelegen aan het Keizer Karelplein. Het gebouw is genoemd naar de heilige Titus Brandsma.

## Geschiedenis
Aan de Jozefkerk ging een noodkerk vooraf, ontworpen door Nicolaas Molenaar sr. en gebouwd in 1888. Deze noodkerk werd in 1923 verbouwd tot parochiehuis en staat nog steeds naast de huidige kerk.
De kerk werd in 1908-1909 gebouwd naar een ontwerp van de plaatselijke architect B.J.C. Claase. De neoromaanse stijl waarin de kerk werd gebouwd is geïnspireerd op de laatromaanse kerken van het Duitse Rijnland. In het interieur zijn glas-in-loodramen in het koor van Joep Nicolas (1926-1928). Jan Toorop maakte het Apostelvenster (1915) in het oostelijke transept, het venster toont Jezus Christus zittend op een troon. Het tegenoverliggende venster is van Wilhelm Derix. Het tabernakel werd gemaakt door de Utrechtse Edelsmidse Brom (ca. 1930). 
Oorspronkelijk was de kerk in gebruik bij de jezuïeten. In 2004 ging de kerk over naar de karmelieten; toen werd ook de naam gewijzigd.

## Rijksmonument
De Titus Brandsma Gedachteniskerk is sinds 2002 een rijksmonument.

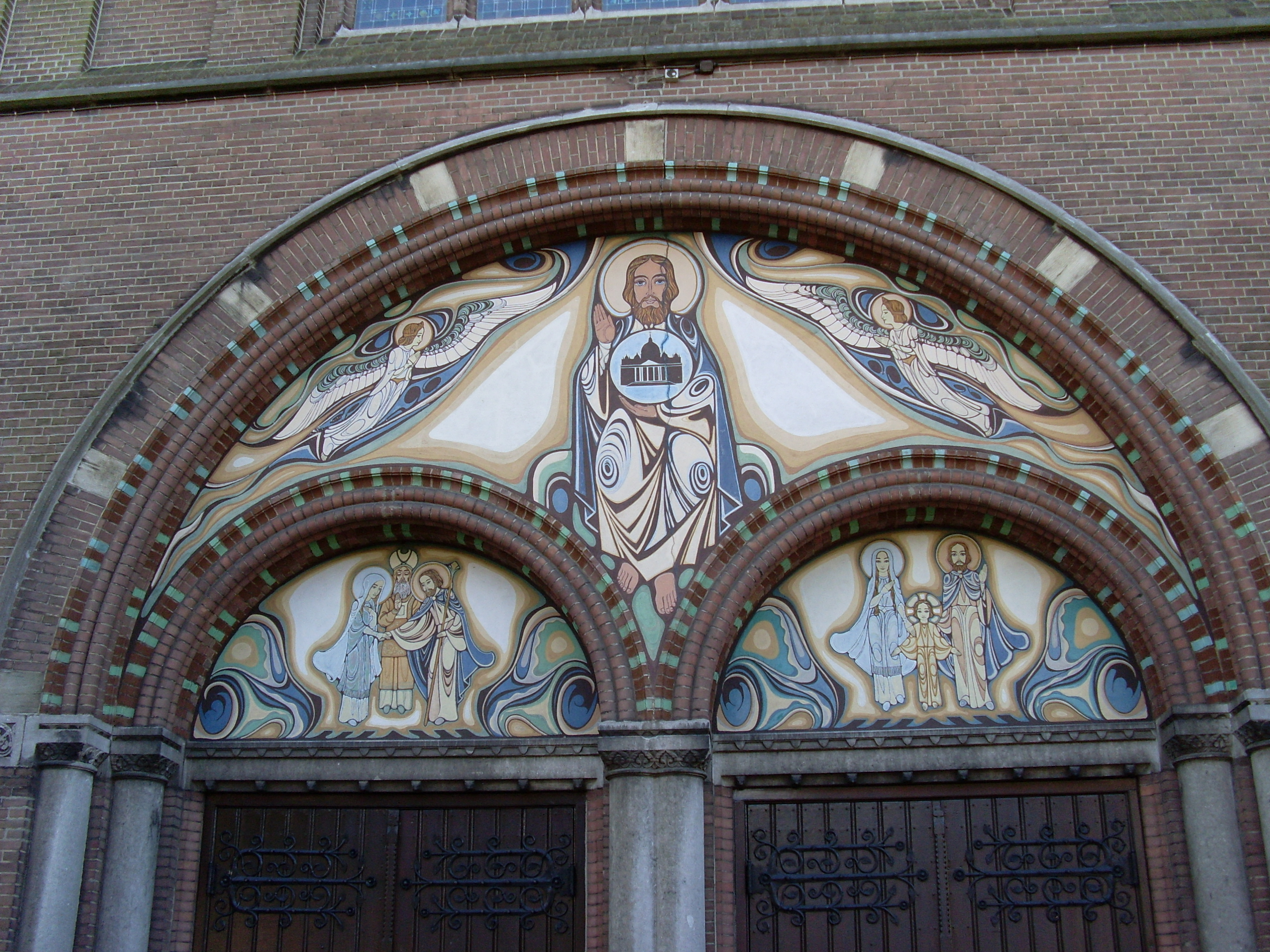
Religieuze voorstellingen op de voorgevel

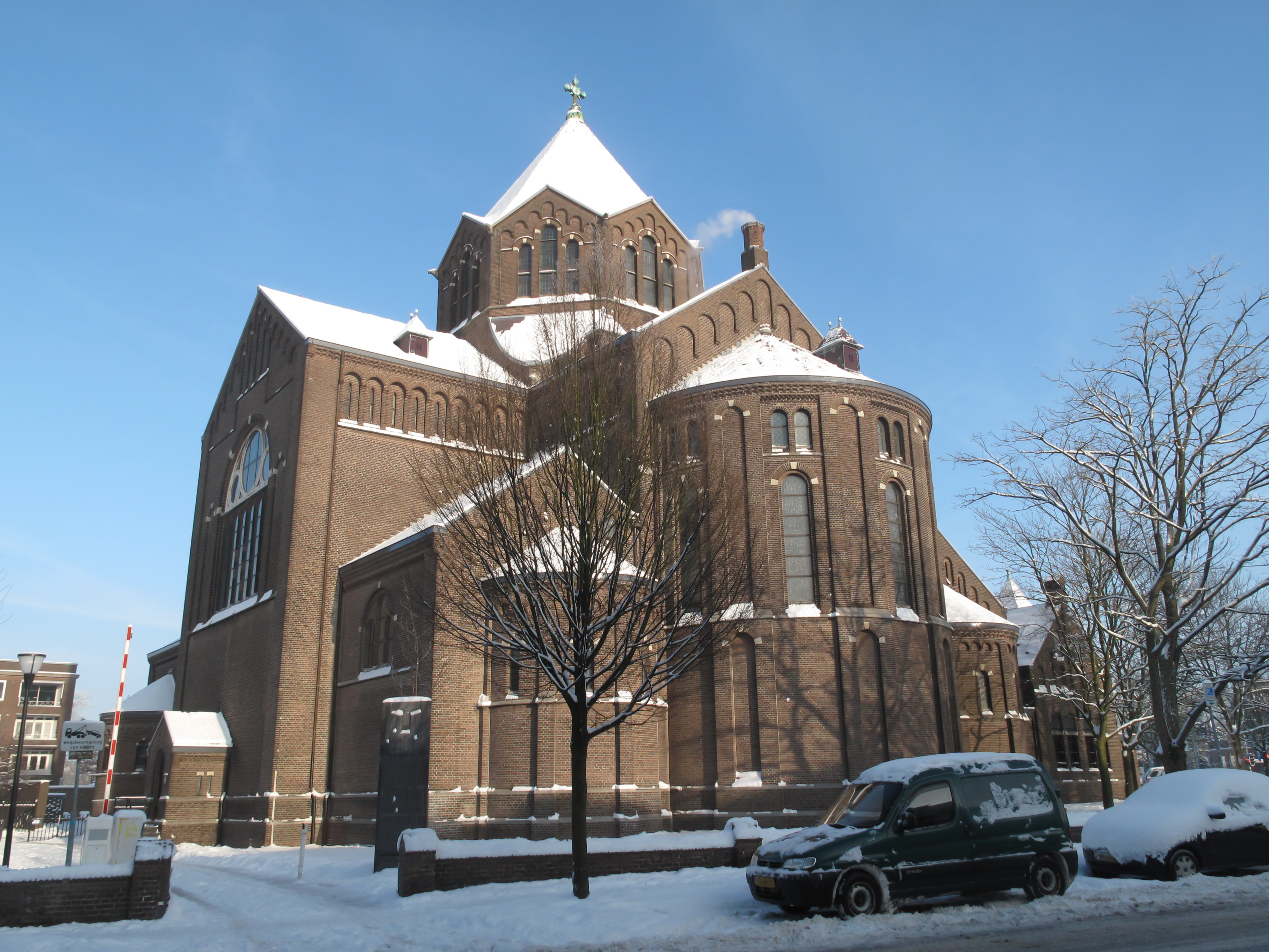
Kerk vanaf achterkant